# Эскенази, Тамара
Тамара Кон Эскенази (англ. Tamara Cohn Eskenazi, род. 1938) — профессор библейской литературы и истории Эффи Уайз Окс в Реформистской еврейской семинарии Еврейского юнион-колледжа — Еврейского института религии в Лос-Анджелесе.
Она была первой женщиной, нанятой Еврейским юнион-колледжем — Еврейским институтом религии в качестве штатного преподавателя их раввинской школы в 1990 году, и стала первой женщиной-штатным профессором в их раввинской школе в 1995 году.
Она также была главным редактором книги «Тора: женский комментарий» (Андреа Вайс была заместителем редактора), получившей в 2008 году премию «Еврейская книга года» от Совета еврейской книги.
19 мая 2013 года Эскенази была рукоположена в сан раввина Еврейским юнион-колледжем — Еврейским институтом религии.

## Признание
В 2011 году Эскенази и покойная Тиква Фраймер-Кенски выиграли Национальную еврейскую книжную премию 2011 года в области женских исследований за «Библейский комментарий JPS: Руфь».
На художественной выставке «Святые искры», которая открылась в феврале 2022 года в музеях Хеллера и Скирбалла, приняли участие 24 еврейские художницы, каждая из которых создала произведение искусства о женщине-раввине, которая в некотором роде была первой. Кэрол Хамой (Carol Hamoy) создала произведение об Эскенази.

## Избранные труды
- In an age of prose : a literary approach to Ezra-Nehemiah, 1986
- Second Temple studies. Temple and community in the Persian period , 1991
- The Torah : a women’s commentary , 2008
- Ruth : the traditional Hebrew text with the new JPS translation , 2011